# Fort W XI „Duńkowiczki”
Fort W XI „Duńkowiczki” – dwuwałowy opancerzony fort artyleryjski Twierdzy Przemyśl, o konstrukcji betonowo-murowano-ziemnej, znajdujący się obok miejscowości Duńkowiczki, mający na celu obronę drogi jarosławskiej oraz pozycji nad Hnatkowicami.
Początkowo był to w latach 1854–1857 szaniec obozu warownego, w latach 1881–1887 zbudowany na nowo, na planie typowego pięciobocznego fortu artyleryjskiego dwuwałowego, zastosowanego również przy budowie fortu XIV w Hurku oraz X oraz Orzechowcach. Przebudowany w latach 1900–1903. Jego część została wysadzona w powietrze w 1915, po II oblężeniu Twierdzy Przemyśl. Został częściowo rozebrany w latach 1920–1930, po 1945 adaptowany na pieczarkarnię i magazyny kiszonek. 
Prezentuje najnowocześniejszy typ fortu – pancerny, ześrodkowany, dwuwałowy. W całości zachowały się koszary szyjowe, schrony pogotowia i działobitnie. Na koronie ślady stanowisk po szybkostrzelnych działach przeciwszturmowych „Sankpanzer”. W jednym z nich zachowany mechanizm obracający działo, a w kazamacie poniżej przeciwwaga, za pomocą której pancerna kopuła armaty podnosiła się do strzału, po którym opadała, okrywając łoże stalową pokrywą. Na koronie przy prawej wychodni zachowany ogromny lej po trafieniu pociskiem moździerzowym kal. 320 mm.